# Ghiacciaio des Grandes Murailles
Il ghiacciaio des Grandes Murailles (pron. fr. AFI: [ɡʁɑ̃d myʁaj]; in francese, Glacier des Grandes murailles) si trova alla testata della Valpelline, in Valle d'Aosta.

## Descrizione
Prende forma a nord dalla lunga cresta che congiunge la dent d'Hérens con la tête de Valpelline. Ad est si distende sotto la lunga cresta montuosa delle Grandes Murailles, è un ghiacciaio di tipo montano, che fino agli anni '60 del secolo scorso si congiungeva con il ghiacciaio basso di Tsa de Tsan. Negli ultimi decenni è attestato nella parte superiore del bacino, dove presenta un’ampia fronte frastagliata da cui, sul lato sinistro, si protende una lingua allungata e stretta. 

## Torrenti
Dal ghiacciaio nasce uno dei due rami del torrente Buthier, torrente che percorre tutta la Valpelline; tale ramo, che più in basso si congiunge col ramo proveniente dal ghiacciaio di Tsa de Tsan, viene da alcuni nominato Buthier des Grandes Murailles, ma tale specificazione non è ancora entrata nella toponomastica ufficiale, essendo tale ramo formatosi solo negli anni novanta del secolo XX in seguito alla scomparsa del ghiacciaio basso di Tsa de Tsan.

## Rifugi
Ai suoi piedi vi è costruito il rifugio Aosta.